# 鮑里索格列布斯基區

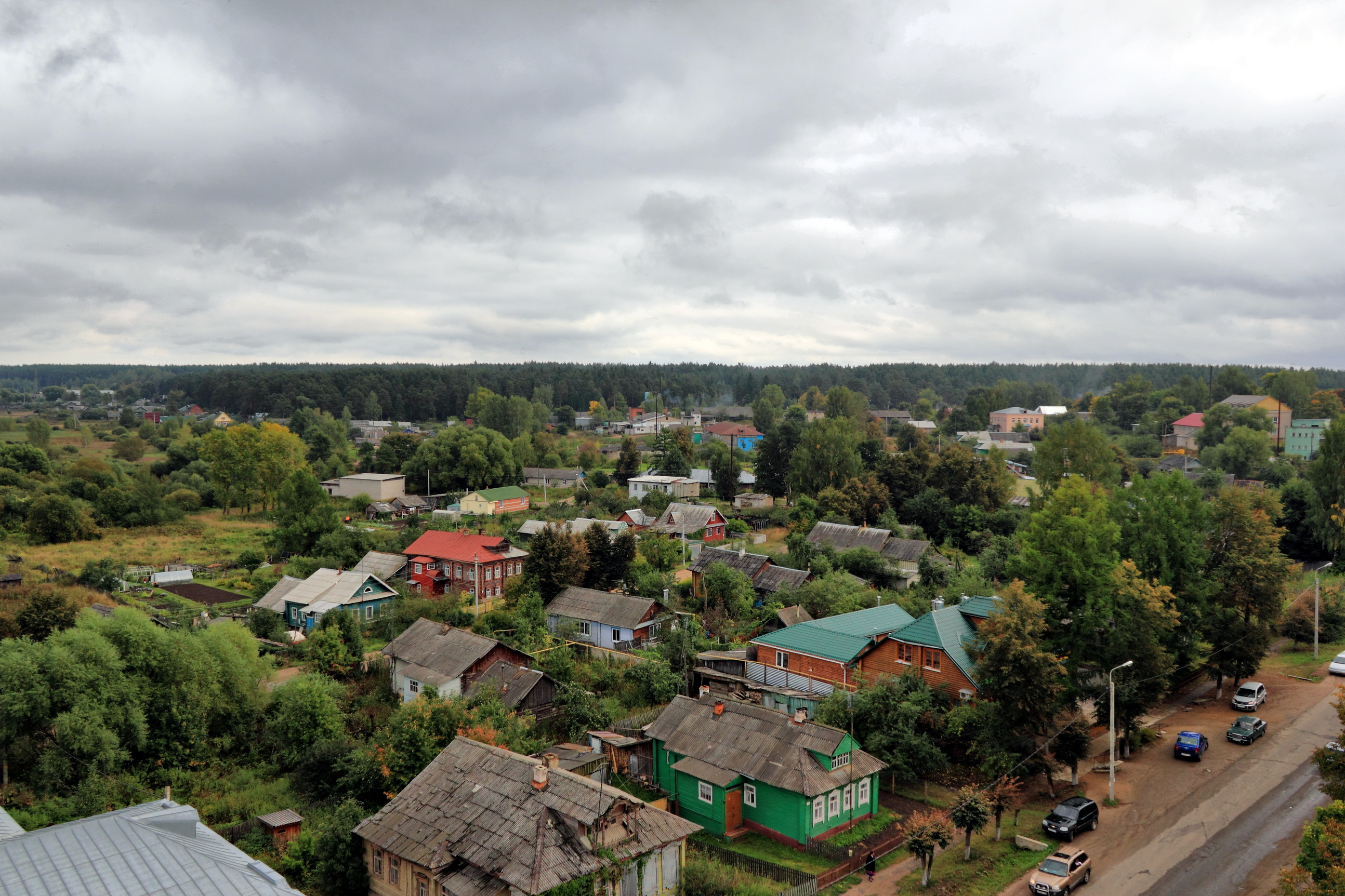

57°16′N 39°09′E / 57.267°N 39.150°E
鮑里索格列布斯基區（俄语：Борисоглебский район），是俄羅斯的一個區，位於該國西部，由雅羅斯拉夫爾州負責管轄，面積1,750平方公里，2010年人口12,630，人口密度每平方公里7.22人。